# 54411 Bobestelle
54411 Bobestelle è un asteroide della fascia principale. Scoperto nel 2000, presenta un'orbita caratterizzata da un semiasse maggiore pari a 2,8551249 UA e da un'eccentricità di 0,1869559, inclinata di 10,29319° rispetto all'eclittica.
L'asteroide è dedicato a George Robert Stetson, detto Bob, e Estelle Marie Ives, coniugi e parenti di uno dei due scopritori.